# Gricovskij
Gricovskij è una cittadina della Russia europea centrale, situata nella oblast' di Tula; appartiene amministrativamente al rajon Venëvskij.